# Tajny Uniwersytet Ukraiński
Tajny Uniwersytet Ukraiński – niejawna uczelnia ukraińska funkcjonująca we Lwowie w latach 1921–1925.
Powstała w 1921 z kursów prowadzonych od roku 1920 przez Towarzystwo Naukowe im. Szewczenki, Towarzystwo Wykładów Naukowych im. Petra Mohyły oraz Instytut Stauropigijny. Tajny Uniwersytet powstał także po części w wyniku usunięcia w sierpniu–wrześniu 1919 z Uniwersytetu Lwowskiego ukraińskich katedr i docentur oraz przyjmowania na Uniwersytet Jana Kazimierza tylko tych studentów, którzy odbyli służbę wojskową w Wojsku Polskim lub przyjęli polskie obywatelstwo. Od prowadzenia zajęć na UJK odsunięto tych wykładowców ukraińskich, którzy nie złożyli przysięgi na wierność Państwu Polskiemu i nie zobowiązali się do zaniechania wrogiej działalności wobec niego. Dostęp młodzieży ukraińskiej do Uniwersytetu Lwowskiego został praktycznie zahamowany. Ukraińskie organizacje kulturalno-oświatowe zaczęły zmierzać ku stworzeniu uniwersytetu prywatnego  (w formie kursów uniwersyteckich), czterokrotne inicjatywy w tej dziedzinie (pierwsza podjęta w październiku 1919 przez Towarzystwo Naukowe im Szewczenki) zostały jednak udaremnione. Po rozwiązaniu legalnych kursów w 1920 przez polskie władze, rozpoczęto prowadzenie tajnych kursów w oddziałach filozoficznym, prawnym i medycznym, a w lipcu 1921 przekształcono je w Uniwersytet Ukraiński we Lwowie – z perspektywy czasu określany Ukraińskim [Tajnym] Uniwersytetem. 

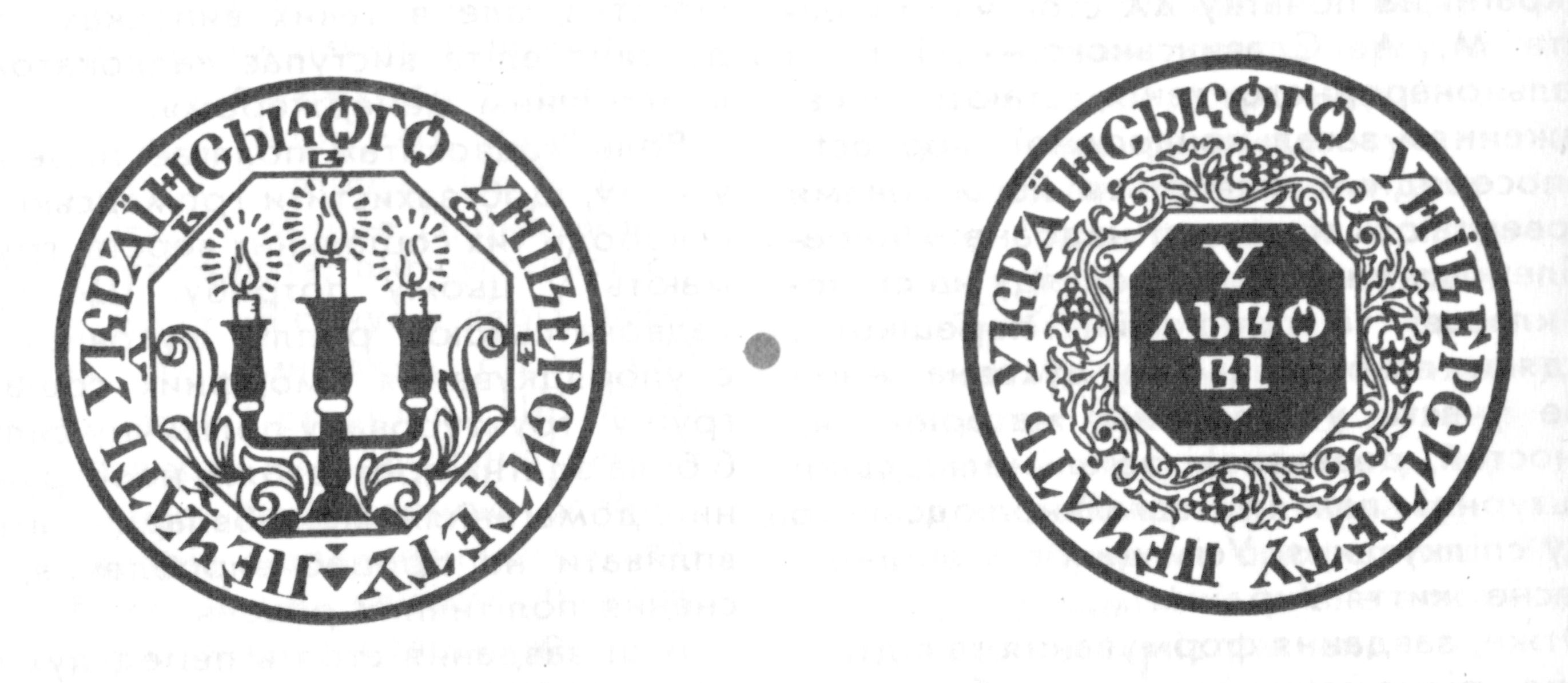
Pieczęcie Tajnego Uniwersytetu Ukraińskiego

Początkowo Uniwersytet posiadał 4 wydziały:
- prawniczy (dziekan Maks Łewycki)
- filozoficzny (dziekan Iłłarion Swiencicki)
- medyczny (dziekan Marian Panczyszyn)
- techniczny (wkrótce przekształcony w Tajną Politechnikę Ukraińską)

Później doszły również wydziały: chemii oraz sztuk pięknych.
Na Tajnym Uniwersytecie studiowało  w roku akademickim 1922/23 około 1500 studentów (w roku akademickim 1921/22 – 1258) a liczba katedr dochodziła do 63; nieco później (1921/22) założono również Ukraińską Szkołę Politechniczną (Tajną Politechnikę Ukraińską), umożliwiającą studia kilkudziesięciu osobom. Zarówno Tajny Uniwersytet Ukraiński, jak i Tajna Politechnika Ukraińska, posiadały wspólną administrację i radę – Kuratorium Ukraińskich Wysokich Szkół, które zajmowało się również zdobywaniem funduszy na funkcjonowanie uczelni. Fundusze pochodziły głównie z darów emigracji ukraińskiej (głównie amerykańskiej), opłat studenckich, oraz z dochodów z zabaw i przedstawień studenckich.
Dyplomy Uniwersytetu nie były uznawane przez władze polskie. Wszelkie próby legalizacji obu uczelni nie dawały rezultatu, przy czym władze polskie starały się doprowadzić do ich likwidacji bez nadawania temu zbyt wielkiego rozgłosu. Wykładowców inwigilowano, a studenckie wykłady odbywające się w wynajętych salach lub prywatnych mieszkaniach były często rozpędzane.
Uniwersytet zamknięty został w 1925 po akcji masowych aresztowań wykładowców. Jego rolę przejął legalnie funkcjonujący od 1921 r. w Czechosłowacji Wolny Uniwersytet Ukraiński. Jednocześnie obradujący we Lwowie w dniach 6–15 maja 1925 tajny III Krajowy Zjazd Ukraińskich Studentów Zachodniej Ukrainy wypowiedział się za likwidacją tajnego uniwersytetu i jednoczesnym zaprzestaniem bojkotu polskich wyższych uczelni.

## Rektorzy uniwersytetu
- Jewhen Dawydiak (1920–1921)
- Wasyl Szczurat
- Mykoła Czajkowśkyj
- Marian Panczyszyn (1924–1925)